# Filipinomysz górska
Filipinomysz górska (Apomys sierrae) – gatunek ssaka z podrodziny myszy (Murinae) w obrębie rodziny myszowatych (Muridae), występujący endemicznie na Filipinach.

## Taksonomia
Gatunek po raz pierwszy zgodnie z zasadami nazewnictwa binominalnego opisał w 2011 roku amerykańsko-filipiński zespół zoologów (Amerykanie – Lawrence R. Heaney, Eric A. Rickart, Lawren VandeVrede i Scott J. Steppan oraz Filipińczycy – Danilo S. Balete, Phillip A. Alviola, Mariano Roy M. Duya, Melizar V. Duya i M. Josefa Veluz) nadając mu nazwę Apomys (Megapomys) sierrae. Holotyp pochodził z obszaru 3,5 km na południowy zachód od góry Cetaceo (17°41′44,2″N 122°01′00,6″E/17,695610 122,016830), na wysokości 1400 m n.p.m., w prowincji Cagayan, na wyspie Luzon, w Filipinach. Holotyp (o numerze 185884 FMNH) stanowił dorosły samiec schwytany w 15 czerwca 2005 roku przez Mariano Roy M. Duya i przechowywany jest w Muzeum Historii Naturalnej w Chicago.
Apomys sierrae należy do podrodzaju Megapomys. Wydaje się, że A. sierrae nie ma żadnych szczególnie bliskich pokrewieństw, ale najbliższymi filogenetycznymi krewnymi mogą być A. magnus, A. aurorae, A. zambalensis i A. iridensis. W 1994 roku został wstępnie oznaczony jako A. datae; od połowy XXI wieku jest nowo odławiany na większości swojego obszaru swojego występowania. Potrzebna jest dalsza ocena taksonomiczna. Autorzy Illustrated Checklist of the Mammals of the World uznają ten takson za gatunek monotypowy.

### Etymologia
- Apomys: Apo, Mindanao, Filipiny; gr. μυς mus, μυος muos „mysz”[6].
- sierrae: Sierra Madre (hiszp. sierra „górski”), Luzon, Filipiny[7].

## Zasięg występowania
Filipinomysz górska występuje na wyspie Luzon (Sierra Madre, góra Lataan i Palali, oraz góry Mungyo) i na przylegającej wyspie Palaui, w Filipinach.

## Morfologia
Długość ciała (bez ogona) 122–171 mm, długość ogona 118–154 mm, długość ucha 18–21 mm, długość tylnej stopy 31–40 mm; masa ciała 64–111 g. Filipinomysz górska należy do średnich wielkościowo gatunków z podrodzaju Megapomys. Futro zwierząt z populacji zamieszkującej w masywie Sierra Madre w części grzbietowej jest wybarwione na kolor ciemnobrązowy, z elementami rdzawo-czerwonymi, zaś zwierzęta zasiedlające górę Palali w górach Caraballo mają na grzbiecie jaśniejszą sierść, brązową z żółtawym odcieniem. W części brzusznej futro jest jaśniejsze niż na grzbiecie – jasnoszare i białawe na brzegach.

## Ekologia
Filipinomysz górska zamieszkuje wysokości od 475 m do 1700 m n.p.m. na Luzonie; na Palaui odnotowano ją na 153 m n.p.m.. Występuje w wiecznie zielonym tropikalnym lasie deszczowym, włącznie z nizinnymi i górskimi lasami deszczowymi, z wąskim zakresem występowania obejmującym „lasy mszyste”. Na niższych wysokościach występuje w lasach od lekko do silnie zaburzonych, a także w lesie pierwotnym.